# العلاقات البرتغالية الفلبينية
العلاقات البرتغالية الفلبينية هي العلاقات الثنائية التي تجمع بين البرتغال والفلبين.

## مقارنة بين البلدين
هذه مقارنة عامة ومرجعية للدولتين:
| وجه المقارنة                                              | البرتغال                                                  | الفلبين                       |
| --------------------------------------------------------- | --------------------------------------------------------- | ----------------------------- |
| المساحة (كم2)                                             | 92.21 ألف                                                 | 343.45 ألف                    |
| عدد السكان (نسمة)                                         | 10.60 مليون                                               | 104.92 مليون                  |
| الكثافة السكانية (ن./كم²)                                 | 114.95                                                    | 305.49                        |
| العاصمة                                                   | لشبونة                                                    | مانيلا                        |
| اللغة الرسمية                                             | اللغة البرتغالية، اللغة الميراندية                        | اللغة الفلبينية، لغة إنجليزية |
| العملة                                                    | يورو، اسكودو برتغالي                                      | بيسو فلبيني                   |
| الناتج المحلي الإجمالي (بليون دولار)                      | 217.57 مليار                                              | 313.60 مليار                  |
| الناتج المحلي الإجمالي (تعادل القوة الشرائية) بليون دولار | 307.82 مليار                                              | 743.90 مليار                  |
| الناتج المحلي الإجمالي الاسمي للفرد دولار أمريكي          | 19.22 ألف                                                 | 2.90 ألف                      |
| الناتج المحلي الإجمالي للفرد دولار أمريكي                 | 28.76 ألف                                                 | 7.39 ألف                      |
| مؤشر التنمية البشرية                                      | 0.830                                                     | 0.668                         |
| رمز المكالمات الدولي                                      | +351                                                      | +63                           |
| رمز الإنترنت                                              | .pt                                                       | .ph                           |
| المنطقة الزمنية                                           | توقيت غرب أوروبا، توقيت غرب أوروبا الصيفي، أوروبا/لشبونة ‏ | توقيت الفلبين                 |

## منظمات دولية مشتركة
يشترك البلدان في عضوية مجموعة من المنظمات الدولية، منها:
| علم المنظمة | اسم المنظمة                               | تاريخ انضمام البرتغال | تاريخ انضمام الفلبين |
| ----------- | ----------------------------------------- | --------------------- | -------------------- |
|             | بنك التنمية الآسيوي                       | 2002                  | 1966                 |
|             | مؤسسة التنمية الدولية                     | 29 ديسمبر 1992        | 28 أكتوبر 1960       |
|             | يونسكو                                    | 11 مارس 1965          | 21 نوفمبر 1946       |
|             | وكالة ضمان الاستثمار متعدد الأطراف        | 6 يونيو 1988          | 8 فبراير 1994        |
|             | الأمم المتحدة                             | 14 ديسمبر 1955        | 24 أكتوبر 1945       |
|             | الفريق المعني برصد الأرض                  | ?                     | ?                    |
|             | الاتحاد البريدي العالمي                   | ?                     | ?                    |
|             | البنك الدولي للإنشاء والتعمير             | 29 مارس 1961          | 27 ديسمبر 1945       |
|             | المنظمة الهيدروغرافية الدولية             | ?                     | ?                    |
|             | الاتحاد الدولي للاتصالات                  | 1866                  | 25 مايو 1912         |
|             | منظمة حظر الأسلحة الكيميائية              | ?                     | ?                    |
|             | مؤسسة التمويل الدولية                     | 8 يوليو 1966          | 12 أغسطس 1957        |
|             | المركز الدولي لتسوية المنازعات الاستشارية | 1 أغسطس 1984          | 17 ديسمبر 1978       |
|             | منظمة التجارة العالمية                    | ?                     | 1995                 |
|             | منظمة الشرطة الجنائية الدولية             | ?                     | ?                    |

## وصلات خارجية
- موقع وزارة الخارجية البرتغالية
- موقع وزارة الخارجية الفلبينية